# Pallavolo al XIII Festival olimpico estivo della gioventù europea
Le competizioni di pallavolo al XIII Festival olimpico estivo della gioventù europea si sono svolte dal 27 luglio al 1º agosto a Tbilisi, in Georgia

## Podi

### Ragazzi
| Evento          | Oro     | Argento  | Bronzo |
| Torneo maschile | Polonia | Bulgaria | Italia |

### Ragazze
| Evento           | Oro     | Argento | Bronzo |
| Torneo femminile | Turchia | Serbia  | Italia |